# Dumhet eller brott
Dumhet eller brott är en svensk film från 1990 i regi av Maj Wechselmann. Filmen premiärvisades 6 april 1990. Filmen är tillägnad den danske antinazisten och journalisten Nic Blædel och är en dokumentärfilm med dramatiserade inslag om Maj Wechselmanns egen familj, om tiden före och under andra världskriget i Danmark, Norge och Sverige. 

## Roller i urval
- Moa Myrén - farmor Clara
- Judith Hollander - Regina
- Cecilia Hollander - Maj
- Måns Glaeser - Zigurd som barn
- Peter Wechselmann - Bruno som barn
- Claudio Tamburrini - Bruno som vuxen

## Musik i filmen
- Chaconne, piano, op. 32, kompositör Carl Nielsen
- Rigoletto, kompositör Giuseppe Verdi
- Bulten. Tango, kompositör Dmitrij Sjostakovitj
- Symfoni, nr 8, kompositör Allan Pettersson